# Acıdərə
Acıdərə (aussi, Adzhidere et Akhzhidara) est un village dans le district de Shamakhi en Azerbaïdjan. Le village fait partie de la municipalité de Göylər. Selon le Comité national des statistiques d'Azerbaïdjan, une seule personne vivait dans le village en 2014.